# Mistrzostwa Polski w Snowboardzie 2012
Mistrzostwa Polski w snowboardzie 2012 odbyły się w dniach 7-8 marca 2012 roku w Jurgowie, koło Zakopanego. Wśród kobiet w slalomie gigancie równoległym i slalomie równoległym triumfowała Karolina Sztokfisz (AZS Zakopane). Najlepszy w slalomie gigancie równoległym spośród mężczyzn okazał się Aleksander Kosacki (KS Spójnia Warszawa). 

## Wyniki

### Kobiety

#### Slalom równoległy
| Pozycja | Zawodnik           | Klub         | Przejazd 1 | Przejazd 2 | Najlepszy |
| ------- | ------------------ | ------------ | ---------- | ---------- | --------- |
|         | Karolina Sztokfisz | AZS Zakopane | ?          | ?          | ?         |
|         | ?                  | ?            | ?          | ?          | ?         |
|         | ?                  | ?            | ?          | ?          | ?         |

#### Slalom gigant równoległy
| Pozycja | Zawodnik           | Klub                     | Przejazd 1 | Przejazd 2 | Najlepszy |
| ------- | ------------------ | ------------------------ | ---------- | ---------- | --------- |
|         | Karolina Sztokfisz | AZS Zakopane             | ?          | ?          | ?         |
|         | Aleksandra Król    | F2 Dawidek Team Zakopane | ?          | ?          | ?         |
|         | Weronika Biela     | AZS Zakopane             | ?          | ?          | ?         |

### Mężczyźni

#### Slalom równoległy
| Pozycja | Zawodnik | Klub | Przejazd 1 | Przejazd 2 | Najlepszy |
| ------- | -------- | ---- | ---------- | ---------- | --------- |
|         | ?        | ?    | ?          | ?          | ?         |
|         | ?        | ?    | ?          | ?          | ?         |
|         | ?        | ?    | ?          | ?          | ?         |

#### Slalom gigant równoległy
| Pozycja | Zawodnik           | Klub                     | Przejazd 1 | Przejazd 2 | Najlepszy |
| ------- | ------------------ | ------------------------ | ---------- | ---------- | --------- |
|         | Aleksander Kosacki | KS Spójnia Warszawa      | ?          | ?          | ?         |
|         | Oskar Bom          | F2 Dawidek Team Zakopane | ?          | ?          | ?         |
|         | Tomasz Kowalczyk   | AZS Zakopane             | ?          | ?          | ?         |